# Cédric Hengbart
Cédric Hengbart (* 13. Juli 1980 in Falaise) ist ein ehemaliger französischer Fußballspieler.

## Vereinskarriere
Hengbart kommt von der Jugendmannschaft des Amateurvereins USON Mondeville. Dort spielte er bis 2001 auch im Championnat de France Amateur (vierte Liga). Danach wechselte der Abwehrspieler zum damaligen Zweitligisten SM Caen und etablierte sich sofort als Stammspieler. Sieben Jahre spielte er bei den Normannen und schaffte dabei zweimal den Aufstieg aus der Ligue 2 in die Ligue 1 (2004 und 2007). Am 7. August 2004 absolvierte er gegen den FC Istres sein Erstligadebüt. Zur Saison 2008/09 wechselte Hengbart zum Erstligakonkurrenten AJ Auxerre. Fünf Jahre später schloss er sich dem AC Ajaccio an.
Im Sommer 2014 folgte dann der Wechsel zum Kerala Blasters FC nach Indien. Sechs Monate später ging er kurzzeitig zu seinem Heimatverein USON Mondeville zurück um im Sommer wiederum in die Indian Super League zu wechseln. Erst spielte er für NorthEast United FC und dann erneut für Kerala Blasters FC.
Von Januar bis Juni 2017 stand er bei Mosta FC auf Malta unter Vertrag und beendete danach seine Karriere.

## Erfolge
- Trophée UNFP du football: Auswahl Ligue 2 in der Saison 2006/07